# Miculà Dematteis
Miculà Dematteis (né le 14 novembre 1983 à Rore di Sampeyre, une frazione de la commune de Sampeyre, dans la province de Coni, au Piémont) est un coureur cycliste italien. Il est professionnel de 2006 à 2007. 

## Biographie
Miculà Dematteis est né dans l'une des « vallées occitanes » et en conserve l'identité occitanes. Assez doué chez les juniors, il réussit quelques résultats chez les espoirs. 
En 2006 il passe professionnel chez Tenax Salmilano. Il ne réussit malheureusement pas une super saison, et doit redevenir amateur en 2008. 
En 2009, il fait partie des coureurs floués par l'équipe H²0-Teltek.

## Palmarès
- 2002
  - 2e du Giro Ciclistico Pesche Nettarine di Romagna (it)
- 2003
  - 2e de la Coppa 1° Maggio
- 2004
  - 3e de la Coppa della Pace
- 2005
  - 4e étape du Tour de Vénétie et des Dolomites
  - 2e du Gran Premio Palio del Recioto
  - 2e du Tour de Vénétie et des Dolomites
- 2008
  - 2e du Grand Prix de Saint-Étienne Loire
  - 2e du Circuit de Saône-et-Loire

## Classements mondiaux
| Année           | 2005 | 2006 | 2007 | 2008 |
| --------------- | ---- | ---- | ---- | ---- |
| UCI Europe Tour | 338e |      |      | 974e |